# Pacov
Pacov település Csehországban, a Pelhřimovi járásban. Pacov Vodice, Zhořec, Zadní Střítež, Pojbuky, Těchobuz, Obrataň, Pošná, Samšín, Salačova Lhota, Důl, Eš, Velká Chyška, Cetoraz és Bratřice településekkel határos. Lakosainak száma 4749 fő (2024. január 1.).

## Népesség
A település lakosságának változását az alábbi diagram mutatja:
| Lakosok száma | 4229 | 4095 | 4076 | 3663 | 5180 | 5232 | 4871 | 4758 | 4604 | 4749 |
|               | 1869 | 1890 | 1921 | 1950 | 1980 | 2001 | 2017 | 2019 | 2022 | 2024 |